# Madeleine Castaing
Pour les articles homonymes, voir Castaing.
Madeleine Castaing, de son nom de naissance Marie Madeleine Marcelle Magistry,  est une antiquaire et décoratrice française qui a révolutionné le monde de la décoration avec sa créativité et son imagination débordante. Elle est née le 19 décembre 1894 à Chartres et morte le 17 décembre 1992 à Paris.
Elle était attirée par la décoration d'intérieur après avoir restauré sa maison à Lèves. Cette maison devient rapidement un refuge pour ses amis artistes tels que Chaïm Soutine, Marc Chagall et Pablo Picasso. Plus tard dans sa carrière, elle ouvre une galerie d'antiquités à Paris et devient une figure importante du monde de l'art. 
Le style de Madeleine Castaing, appelé «style Castaing», combine des éléments issus de différents mouvements de design, dont des éléments néoclassiques et contemporains. Il intègre différents motifs et couleurs audacieuses comme le « Castaing bleu ».

## Les débuts

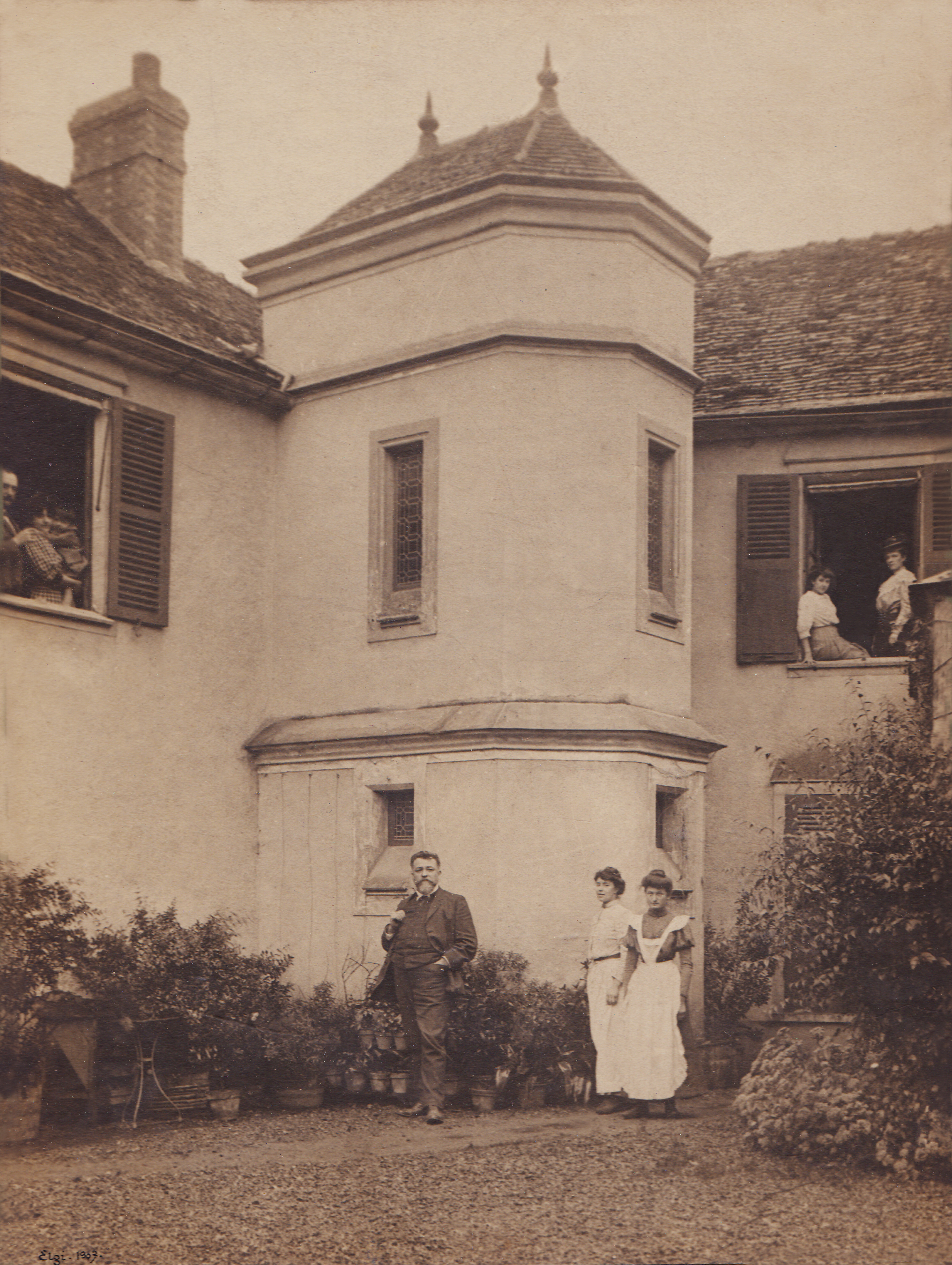
La villa des Roses à Saint-Prest, demeure d'enfance de Madeleine Castaing.

Madeleine Magistry est la fille d'un ingénieur à l'origine de la construction de la gare de Chartres. En 1915, alors âgée de 21 ans, elle épousa à Saint-Prest, un héritier toulousain et critique d'art Marcellin Castaing.
Dès vingt ans, son aîné, Marcellin Castaing, était réputé pour son impressionnante culture littéraire et artistique. Pendant la cinquantaine d'années que dura leur mariage, il fut la grande passion de son épouse, selon tous les amis du couple. L'écrivain et photographe François-Marie Banier, qui imposa pendant plus de vingt ans sa présence auprès de la riche veuve, se souvient du « légendaire amour » de Madeleine pour son mari.
Dans les années 1920, Madeleine Castaing fait ses débuts en tant qu'actrice dans le cinéma muet, où on la surnomme la « Mary Pickford française ». Toutefois, elle renonce rapidement à sa carrière d'actrice pour se consacrer à sa nouvelle passion de décoration.
À la même époque, son mari venait de lui offrir une gentilhommière néoclassique dont elle rêvait depuis longtemps, dans la commune de Lèves, près de Chartres. Son souhait était qu'elle puisse « se défouler ». Elle y reçoit de nombreux artistes.

## Le mécénat

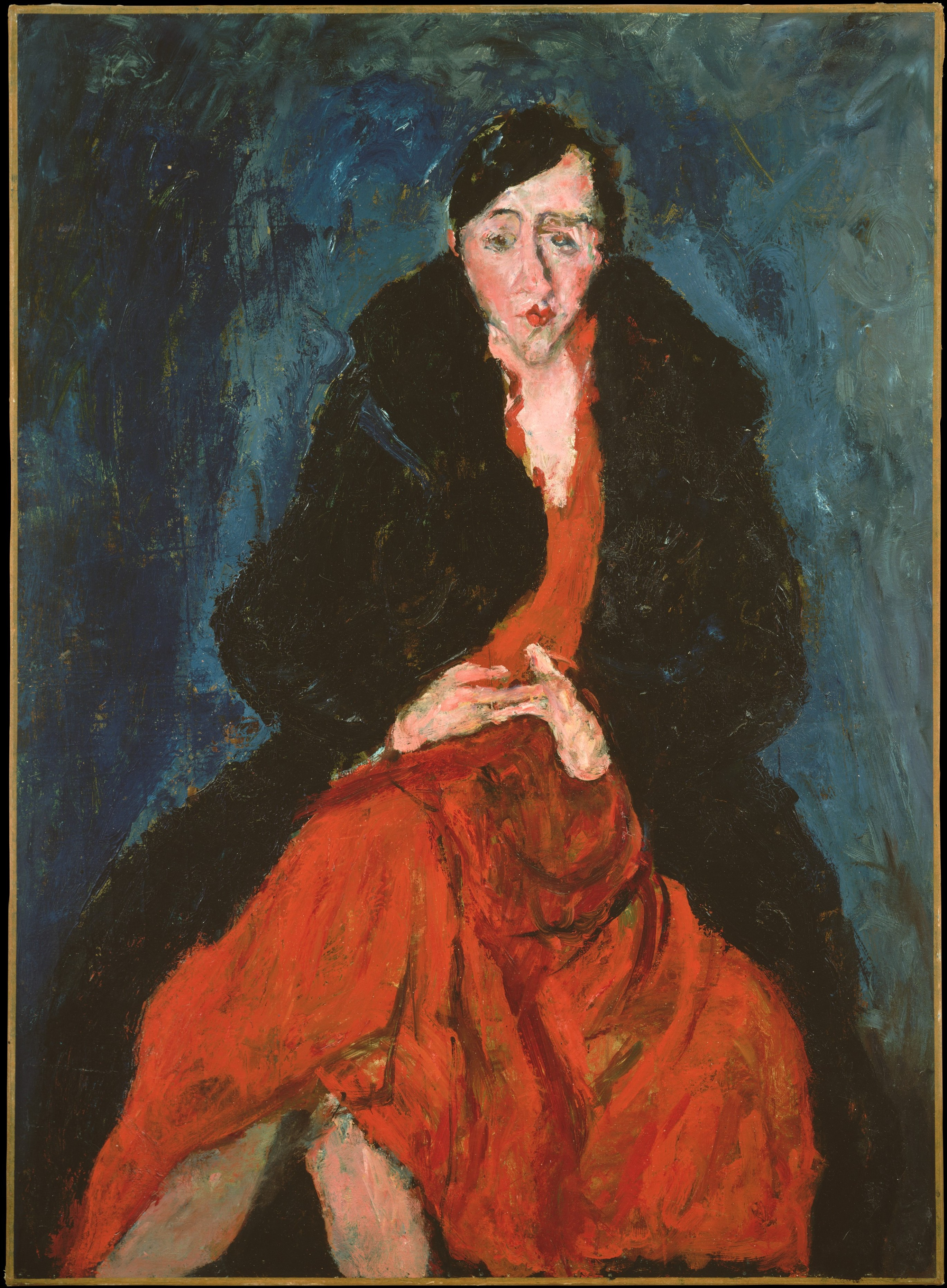
Portrait de Madeleine Castaing par Chaïm Soutine, v. 1929, Metropolitan Museum of Art

Peu après la mort de leur ami Amedeo Modigliani, les Castaing firent la connaissance de Chaïm Soutine, rencontré au café de la Rotonde, dans le quartier du Montparnasse à Paris. La première entrevue fut difficile, Soutine refusant le billet de 100 francs que lui tendait Marcellin Castaing pour lui acheter un tableau sans l'avoir regardé.
Quelques années plus tard, en 1925, les Castaing purent acquérir leur première toile de ce peintre chez Léopold Zborowski, le principal marchand de Soutine et de Modigliani, et se lièrent d'amitié avec lui. De 1930 à 1935, ils l'accueillirent chez eux durant l'été dans leur domaine de Lèves, devenant ses mécènes et ses principaux acheteurs. C'est grâce à eux que Soutine put organiser sa première exposition, à Chicago en 1935.

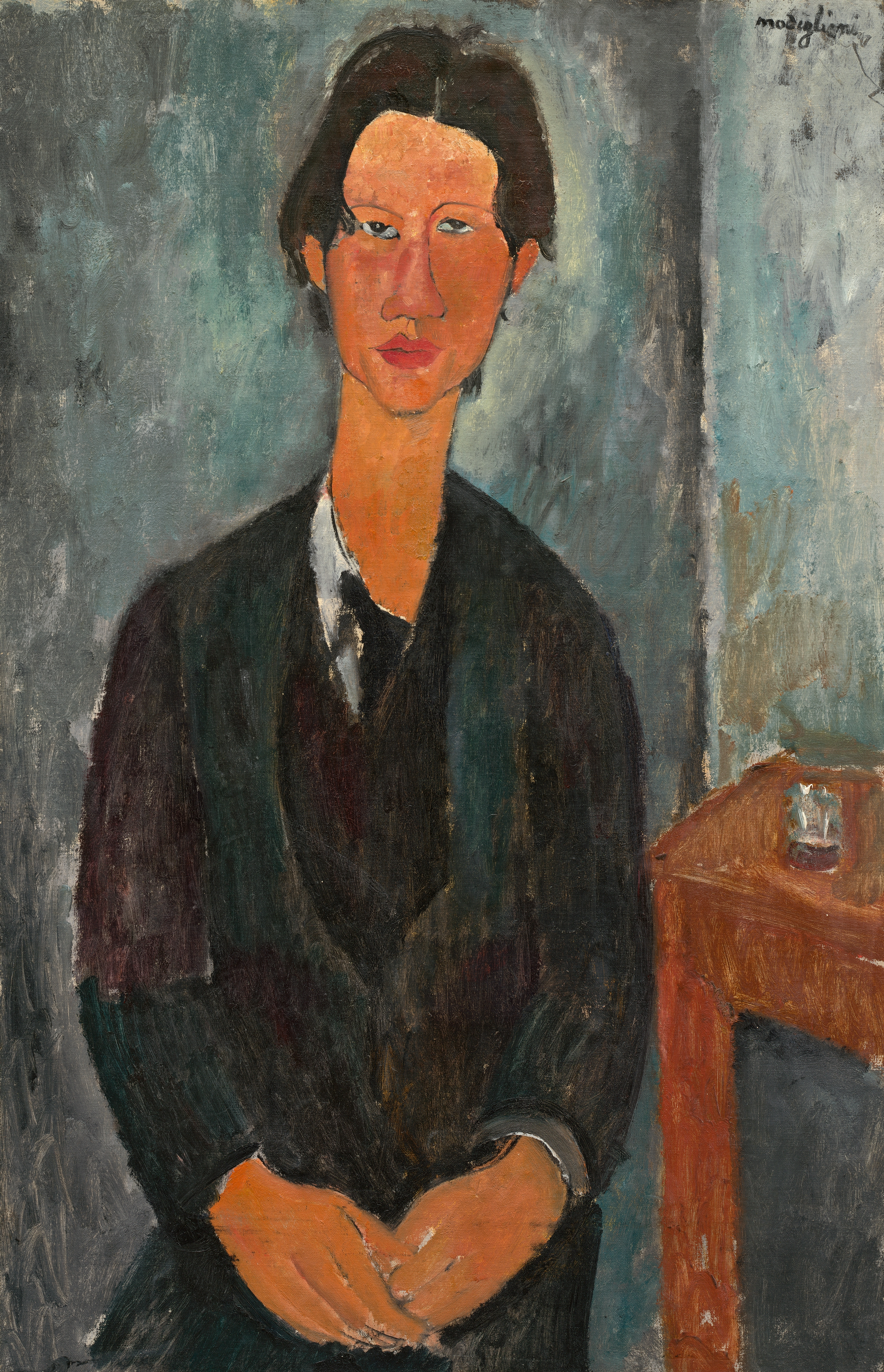
Modigliani, Portrait de Chaïm Soutine (1916), Washington, National Gallery of Art.

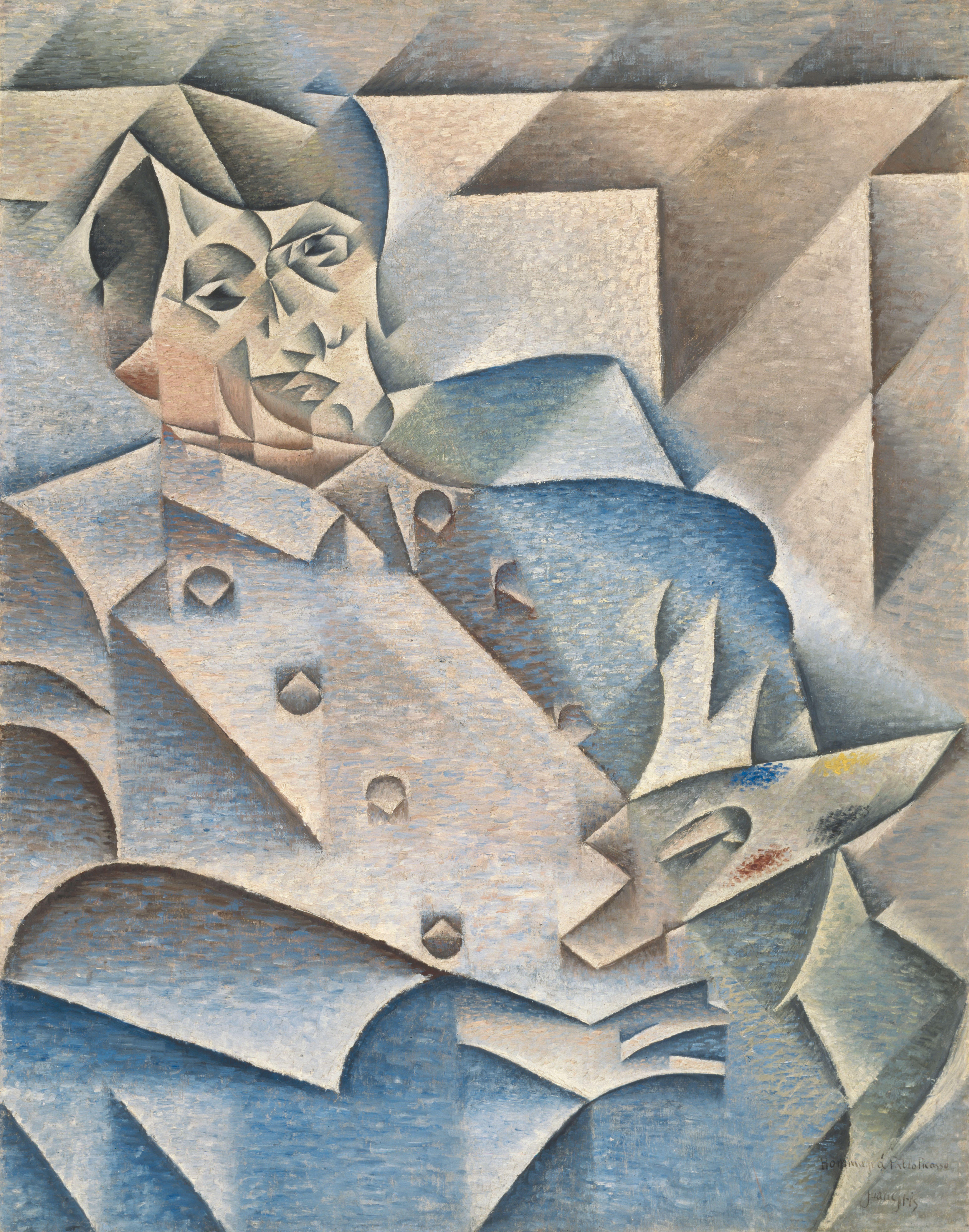
Juan Gris, Portrait de Pablo Picasso (1912), Art Institute of Chicago.

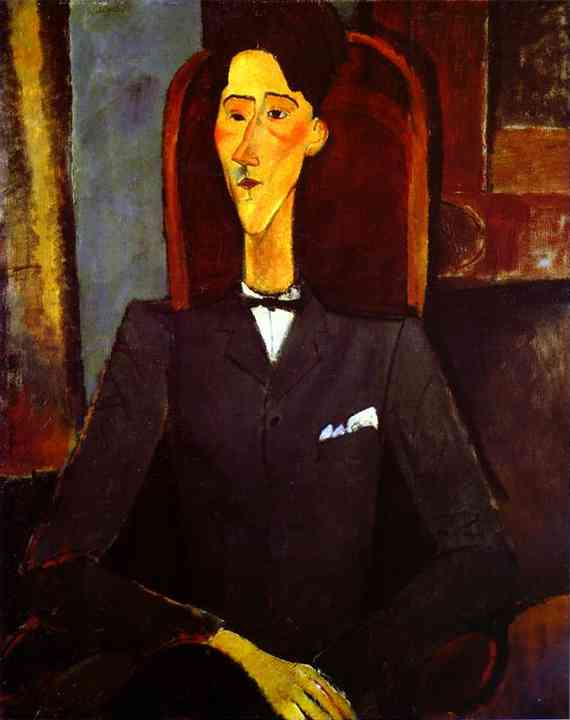
Amedeo Modigliani, Portrait de Jean Cocteau (1916), Collection Pearlman.

En tout, les Castaing possédèrent plus de quarante toiles de ce peintre, c'est-à-dire la plus importante collection de tableaux de Soutine appartenant à des particuliers. Madeleine Castaing voyait en lui le plus grand peintre du XXe siècle « Par-dessus les autres, il donne la main au Greco et à Rembrandt », disait-elle .
Le portrait de Madeleine Castaing par Soutine, intitulé La Petite Madeleine des décorateurs, se trouve aujourd'hui au Metropolitan Museum of Art de New York dans la Galerie 900. L'expression « petite Madeleine » renvoie à la « petite madeleine » de Proust, auteur avec lequel l'intéressée entretenait un lien particulier : de son propre aveu, Madeleine Castaing a consacré plusieurs dizaines d'années à lire et à relire À la recherche du temps perdu, constamment et intégralement. Elle avait découvert cette œuvre en 1913.
D'une manière générale, les Castaing furent les mécènes de peintres de l'École de Paris et d'artistes de l'académie de la Grande-Chaumière.
Madeleine Castaing fut l'amie d'Erik Satie, de Maurice Sachs, de Blaise Cendrars, d'André Derain, d'Elise et Marcel Jouhandeau, de Jean Cocteau (dont elle aménagea la maison à Milly-la-Forêt), de Chagall, d'Iché, de Pablo Picasso, de Henry Miller, de Louise de Vilmorin (à qui elle inspira le personnage de Julietta dans le roman du même nom) et de Francine Weisweiller (dont elle décora la villa Santo-Sospir à Saint-Jean-Cap-Ferrat). Elle entretint aussi une relation soutenue à la fin de sa vie avec l'écrivain Daniel Depland.
Pour Jeanne Loviton, elle décora une maison à Sennevile (Yvelines), puis conçut "en tanière romantique" et meubla l'hôtel du 11 rue de l'Assomption à Passy (Paris XVIème) , ancienne dépendance du château de La Thuilerie sous Louis XVI - acquise en 1936 - dont le mobilier fut vendu aux enchères publiques en décembre 2015 par sa fille adoptive, Mireille Fellous-Loviton (cf. bibliographie).
L'historien et homme politique Michel Castaing (1918-2004), second fils des époux Castaing, fut un libraire célèbre, expert en paléographie. Le petit-fils de Madeleine Castaing, Frédéric Castaing, est un libraire spécialisé en autographes mais aussi un romancier.
À la mort de Michel Castaing, en 2004, fut vendue aux enchères la propriété de Lèves ainsi que les collections familiales de tableaux et d'objets d'art, dont sept œuvres de Soutine par Sotheby's.

## Antiquaire et décoratrice

### La Diva de la décoration
À partir des années 1930, les choix artistiques de Madeleine Castaing jouèrent un rôle considérable dans le monde de l'art, aussi bien à travers sa profession d'antiquaire que dans son métier de décoratrice. Encore aujourd'hui, le « style Castaing » fait l'objet de nombreuses rééditions.
La galerie d'antiquaire s'ouvrit à Paris en pleine guerre, à l'angle de la rue Jacob (no 32) et de la rue Bonaparte, pour une raison simple : la propriété de Lèves venait d'être réquisitionnée par les troupes d'Occupation, et Madeleine Castaing souhaitait continuer à chiner dans les brocantes et à accumuler ses trouvailles, qu'il s'agît d'objets d'art ou de bibelots de moindre valeur. Dans cette boutique, célèbre durant un demi-siècle pour sa devanture noire et ses larges vitrines, celle que l'on surnommait la « Diva de la décoration » était d'ailleurs réputée pour ne vendre qu'en fonction de ses sympathies, c'est-à-dire uniquement aux personnes qui lui plaisaient et avec qui elle pouvait bavarder des heures durant.
Le style de Lèves et de la galerie de la rue Jacob a influencé le goût de plusieurs générations de collectionneurs, en Europe comme aux États-Unis. Il existe même une couleur, le « bleu Castaing », créée par la décoratrice pour l'aménagement de Lèves : un bleu à la fois clair et intense, qu'elle utilisait volontiers en contraste avec du blanc cassé ou du noir, notamment dans les gammes de tissus et de papiers imprimés qu'elle produisait.
Tout au long de sa double carrière d'antiquaire et de décoratrice, Madeleine Castaing s'est expliquée sur ses choix en répétant qu'il « fallait que ça change », se référant par là à l'ostracisme dont souffrait l'esthétique du XIXe siècle, en particulier le style Napoléon III. À contre-courant de la mode, elle insistait sur le sentiment de « saturation » que lui inspiraient « le faux Louis XVI, les sinistres bergères et les tentures de velours frappé ».
Il s'agissait donc, en premier lieu, de s'écarter des conventions pour « faire de la poésie avec du mobilier », selon sa devise. « Je fais des maisons comme d'autres des poèmes », disait-elle, et son disciple  Jacques Grange évoque à son propos « des émotions que l'on ne connaissait pas jusqu'alors dans le monde de la décoration », émotions qui influencent les architectes d'intérieur encore aujourd'hui tel que notamment Bruno de Caumont.

### Le style Castaing

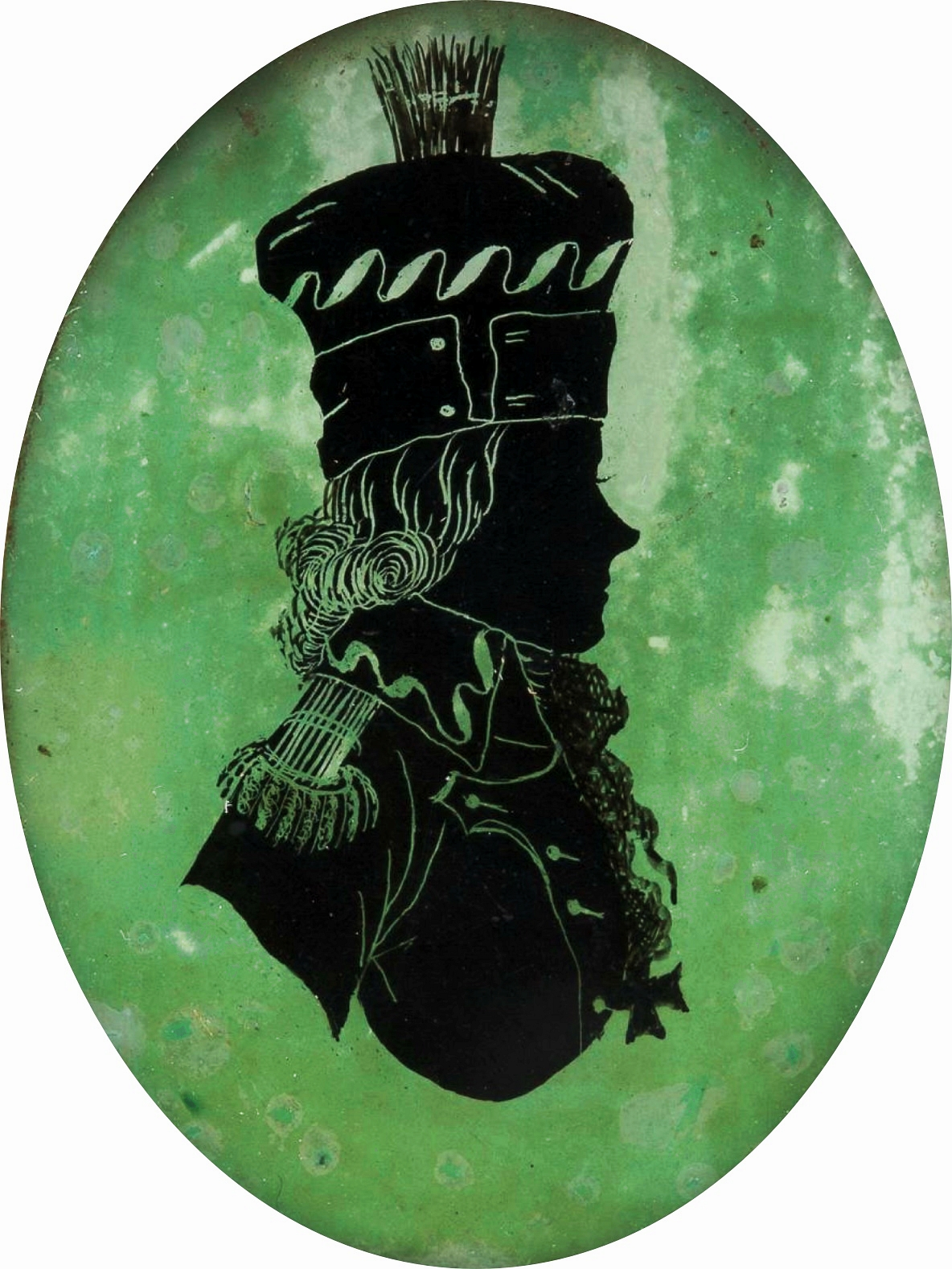
Exemple de silhouette en profil.

Madeleine Castaing s'inspire de l'esthétique néoclassique non sans l'interpréter à sa manière. Contemporaine de l'Italien Mario Praz qui s'éloigne des canons habituels de la décoration intérieure et se tourne vers le début du XIXe siècle, rivale d'Emilio Terry qui invente le « style Louis XVII », elle s'inscrit dans un même mouvement de renouveau par rapport à l'omniprésence du Louis XV-Louis XVI, tout en se distinguant par son mélange des genres.

Dans sa galerie comme dans sa gentilhommière ou son appartement de la rue Bonaparte, voisinent les banquettes en demi-lune du Second Empire, les motifs de losanges, d'oves et de palmettes empruntés au Directoire, les chintz anglais – qu'elle remet à la mode –, les « massacres » (trophées de chasse) et le dépouillement monochrome du style « gustavien », les rayures « bayadère » qu'elle adapte au goût du jour, les couleurs franches (surtout le bleu et le vert) du XVIIIe siècle et les demi-teintes du Wedgwood, les courbes du Biedermeier, les sièges de bambou et les frontons triangulaires à la manière de Pavlovsk, les ottomanes et les moquettes en faux léopard inspirées de l'Empire, les opalines lactescentes de la période Louis-Philippe… La Russie, la Suède, la Grande-Bretagne des années 1790 côtoient les tôles laquées et les causeuses Napoléon III, les écrans lithophanes et les silhouettes noires à découpe sur fond blanc.

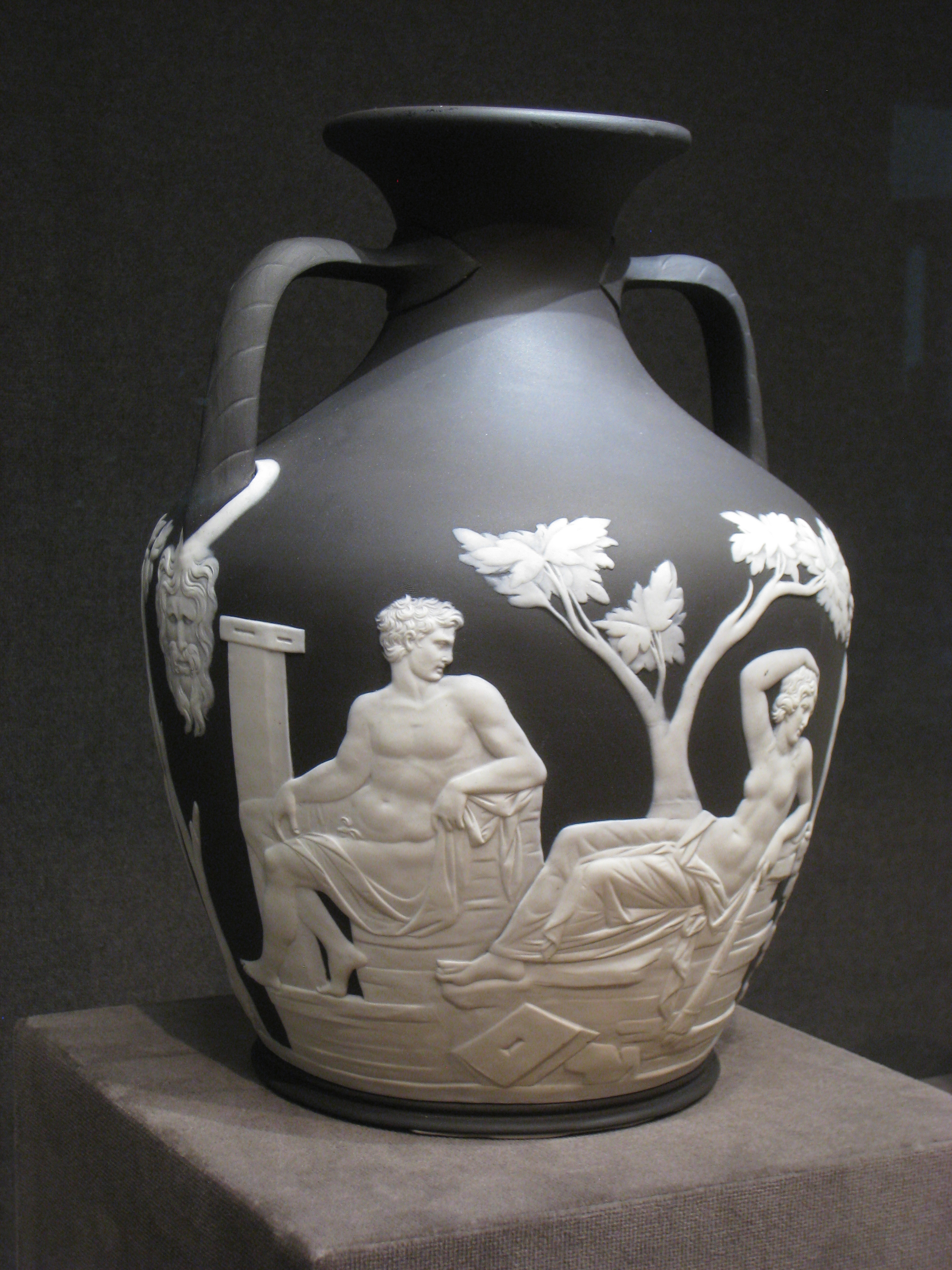
Josiah Wedgwood & Sons Ltd, Vase Portland (vers 1790), Londres, British Museum.

Castaing a collaboré avec Hamot, une maison de textile française, pour développer une gamme de motifs qui sont devenus sa marque de fabrique dans ses espaces intérieurs. Afin de rendre ses textiles facilement reconnaissables, Castaing s'est limitée à une palette de couleurs simples composée de trois couleurs principales, le rouge, le bleu et le vert, tout en créant des motifs extravagants pour agrémenter ses espaces. En raison des nouvelles tendances de décoration intérieure bohème, Brunshwig et fils, une société de fabrication américaine, a commencé à réintroduire les motifs de Castaings dans les salles d'exposition dans le but de toucher un nouveau public. Aujourd'hui, les tissus et papiers peints dessinés par Madeleine Castaing pour la maison Hamot sont édités par la maison Edmond Petit qui a retravaillé et élargi la gamme sous l’égide de son directeur artistique Bruno de Caumont.

## Hommages
Trois maisons de design rendent hommage à Castaing avec une salle d'exposition publique. Edmond Petit, un éditeur de tissus, a lancé une collection de tissus et de papiers peints inspirée des motifs et de la palette de couleurs des projets précédents de Castaing. Codimat Collection, spécialiste des tapis, a créé des tissus reprenant des motifs souvent présents dans les projects de Castaing, notamment des feuilles de lierre et le motif emblématique de la panthère. L'Atelier Mériguet-Carrère, connu pour son artisanat décoratif de luxe, a dévoilé une gamme de couleurs de peinture inspirées par Castaing. Il s'agit notamment de « Rue Jacob », un noir profond qui fait référence à la rue où se trouvait sa galerie ; « Bleu Madeleine », qui rappelle le « bleu Castaing » ; « Lierre imaginaire », qui rend hommage à l'une de ses plantes préférées ; et « Salon de Lèves », une teinte verte qui fait référence à sa propriété de Lèves.
La compagnie de mobilier française, Tectona, a conçu une collection nommée «1800 » inspirée par l’esthétique néoclassique de Madeleine Castaing.  L'une des pièces de cette collection comprend un banc nommé 1800, fortement inspiré d'un banc en fer appartenant à la décoratrice elle-même.

## Son impact
Madelaine Castaing, ayant fait de la décoration sa vocation, présente un style qui se détache des modes et des conventions de l'époque. Elle inspira plusieurs amis artistes à la suivre dans sa passion pour les costumes et les textiles, surtout si ceux-ci sont démoder dans les années 1920. C'est à cette décoratrice à qui on doit le «style Castaing» surtout marqué par le « bleu Castaing », une couleur turquoise d'une grande intensité, mais lumineuse. Celle-ci est surtout mélangé au noir et au blanc cassé lorsqu'elle effectue des créations. Dans la même lignée, elle travailla également avec Francis Hamot dans la création de papier peint, qui seront plus tard en vente dans sa boutique de la rue Jacob, dans la ville de Paris. 

## Iconographie
- François-Marie Banier,  Portrait  de Madeleine Castaing assise sur un rond de feuilles, le regard triste dans le jardin des Tuileries, épreuve argentique septembre 1981[29]

### Ouvrages
- (en) Emily Evans Eerdmans, The World of Madeleine Castaing (préfaces de Jacques Grange et Frédéric Castaing), Rizzoli, 2010
- (en) Emily Evans Eerdmans, Madeleine Castaing, Éditions du Regard, 2010
- Pierre Levallois et al., La Décoration, vol. 5e, 1963, page 60
- Jean-Noël Liaut, Madeleine Castaing, Mécène à Montparnasse, décoratrice à Saint-Germain-des-Prés, Payot, 2008
- (en) Lisa Lovett-Smith, Paris Interiors, Taschen, sans date
- Patrick Mauriès et Christian Lacroix, Styles d'aujourd'hui, Gallimard/Le Promeneur, 1995
- Barbara et René Stoeltie, Chez Elles : le décor au féminin, Flammarion, 2003, pages 13—19
- Suzanne Trocmé (traduction de Influential Interiors, paru chez Michtell Beazley en 1999), Décorateurs d'intérieurs : Ceux qui ont marqué le siècle, Octopus/Hachette-Livre, 2003, pages 132—135

### Revues et catalogues
- Hervé Joubeaux et Pierre Falicon, Le Temps retrouvé chez Madeleine Castaing, photographies de Claire Flanders, musée des Beaux-Arts, Chartres, 1997 ;
- Hervé Leroux, « L'appartement de Madeleine Castaing », Maison française no 509, 2000 ;
- (es) Anne de Royère, « Madeleine Castaing, Lla Mujer de los azules », Casas e Gente, septembre 2004 ;
- (en) Barbara Stoeltie, « Au revoir, Lèves », photographies de René Stoeltie, The World of Interiors, 2004 ;
- Catalogue de l'exposition Soutine de 1963 à la Tate Gallery de Londres
- Catalogue de l'exposition François-Marie Banier, « Madeleine Castaing », Maison européenne de la photographie, Paris, 2003 ;
- Catalogue Sotheby's, L'Univers de Madeleine Castaing, Galerie Charpentier, Paris, septembre-octobre 2004.
- Catalogue de la vente de Bijoux, Tableaux et Dessins (...) du 9 décembre 2015 (comprenant le mobilier de la maison parisienne de Jeanne Loviton, conçue et meublée par Madeleine Castaing. Y est reproduit le portait photographique de Madeleine Castaing, où sa jupe et un tissu recouvrant un lit de repos sont du même motif rayé. Un texte de présentation lui est consacré), pages 175 à 345

## Filmographie
- La Propriétaire (The Proprietor), film d'Ismail Merchant avec Jeanne Moreau et Sean Young, 1996, tourné dans l'appartement de Madeleine Castaing ;
- Madeleine Castaing et Peggy Guggenheim, documentaire télévisuel réalisé par Benjamin Roussel, France 5, 2006, pour la série Le Bal du siècle, produite par Jean-Louis Remilleux[30] ;
- Madeleine Castaing, documentaire par Christopher Flach, San Francisco, 2006, produit par Christopher Flach ; 
« Le film est tiré de la vie et de l'œuvre de Madeleine Castaing,  décoratrice et antiquaire de génie qui admirait Honoré de Balzac, et qui s'est inspirée de ses descriptions[31]. »